# Ali Mossafa
Ali Mossafa (persan : علی مصفا), né le 1er décembre 1966 à Téhéran, est un acteur et réalisateur iranien.

## Carrière
Il a joué dans des films tels que Pari (1995) et Leila (1996) de Darioush Mehrdjoui, Bordj-e minou (1996) d'Ebrahim Hatamikia, dans la série télévisée Keef-e englisi (Le sac anglais) (1999), puis un rôle principal majoritairement en français dans Le Passé d'Asghar Farhadi, présenté en compétition officielle au festival de Cannes 2013.

En 2005, il a réalisé son premier film Sima-ye zani dar dourdast (Portrait d’une femme  lointaine) dont le premier rôle est joué par sa femme Leila Hatami.

## Vie personnelle
Il est marié à l’actrice iranienne Leila Hatami dont il a deux enfants, Mani (2000) et Assal (2001).

## Filmographie

### Acteur
- 1991 : Omid d’Habib Kavosh
- 1992 : Toutes mes filles d’Esmail Soltanian
- 1994 : Pari de Dariush Mehrjui : Dadashi
- 1996 : Tour de Minou (Borj-E Minoo) d’Ebrahim Hatamikia : Moosa
- 1998 : Leila de Dariush Mehrjui : Reza, le mari
- 1999 : Les Filles perdues
- 2000 : Party de Saman Moghadam : Amin Haghi
- 2000 : Dastanha-ye Jazire, segment Cher Cousin est perdu de Dariush Mehrjui
- 2001 : The Mix de Dariush Mehrjui
- 2003 : Une autre place de Mehdi Karampour
- 2004 : Somewhere Else (Jayi digar) de Mehdi Karampour
- 2005 : My Boats de Safi Yazdanian (court métrage)
- 2006 : Qui a tué Amir ? (Che kasi Amir ra kosht ?) de Mehdi Karampour : Amir
- 2009 : Doozakh, Barzakh, Behesht de Bijan Mirbagheri
- 2010 : Il y a des choses que tu ne sais pas (Chizhayi hast ke nemidani) de Fardin Saheb-Zamani : Ali, le chauffeur de taxi
- 2011 : Ciel aimé (Aseman-e mahboob) de Dariush Mehrjui : Dr. Shayan
- 2012 : La Dernière étape (Pelle Akhar) de lui-même : Khosro Shahidi
- 2013 : Le Passé d’Asghar Farhadi : Ahmad
- 2014 : Quelle heure est-il dans ton monde ? de Safi Yazdanian : Farhad
- 2015 : Obesity de Rama Ghavidel : Amir
- 2015 : Marge Mahi de Rouhollah Hejazi : Bahram
- 2016 : Valley of Stars (Ezhdeha vared mishavad !) de Mani Haghighi : voix
- 2016 : A House on 41st Street de Hamid Reza Ghorbani : Mohsen
- 2016 : Un vent de liberté de Behnam Behzadi : Farhad
- 2016 : Duet de Navid Danesh : Masoud
- 2017 : Searing Summer (Tabestan-e Dagh) d’Ebrahim Irajzad : Iman
- 2018 : Cochon de Mani Haghighi : Sohrab Saidi
- 2018 : Dressage de Pooya Badkoobeh : le père de Golsa
- 2018 : Tale of the Sea (Hekayat-e- darya) de Bahman Farmanara : Docteur Lotfi
- 2017 : Un jeu plus grand (Gorg Bazi) d’Abbas Nezamdoust : Docteur
- 2018 : Jours oranges (Rooz-haye narenji) d’Arash Lahouti : Majid
- 2019 : La Seconde année de mon université (Sale dovom daneshkadeh man) de Rasoul Sadrameli : le père d'Ava
- 2019 : Danse avec moi (Jahan, ba man beraghs) de Soroush Sehhat : Jahangir
- 2019 : Un homme sans ombre d’Alireza Raisian : Mahan Houshyar
- 2019 : A Hairy Tail (Maskhare baz) d'Homayoun Ghanizadeh : Mahan Houshyar
- 2019 : Gesture de Pouya Parsamagham : Ali
- 2021 : Playing with Stars (Setareh bazi) de Hatef Alimardani
- 2021 : Absence (Naboodan) de lui-même
- 2021 : Lakposht va halazoon de Reza Hemasi : Le
- 2022 : The Locust (Malakh) de Faezeh Azizkhani : le fantôme du père de Hanieh
- 2022 : LA Minor de Dariush Mehrjui : officier de police

- 2022 : Pourquoi tu ne pleures pas ? (Won't You Cry ?) d’Alireza Motamedi
- 2023 : Gazelle (Ahoo) de Houshang Golmakani
- 2024 : It's not the Time de Moein Rahmanzadeh : Siavash
- 2025 : Natoor's Dasht de Mohammad Reza Kheradmandan

### Réalisateur

#### Courts métrages
- 1991 : Incubus
- 1996 : Farib-e-She'r or The Deceit of Poesy
- 1999 : Le Voisin

#### Longs métrages
- 2005 : Portrait d'une femme lointaine (Sima-ye zani dar dourdast)
- 2012 : La Dernière étape (Pelle Akhar)
- 2023 : Absence (Naboodan)